# Соседка (Пензенская область)
Соседка — село в Башмаковском районе Пензенской области России, центр Соседского сельского совета. 

## География
Село расположено в 24 км к западу от райцента — посёлка Башмаково. Железнодорожная станция на линии Пенза—Ряжск. 

## История
Основано на землях генерала Льва Александровича Нарышкина в первой половине XIX века в составе Моршанского уезда Тамбовской губернии. Впервые упоминается в документе под 1853 годом как деревня при р. Шушле и вершине ручья Дубового, 46 дворов, 411 житель, имелся кирпичный завод. Крестьяне переведены помещиком из соседнего с. Громок. По преданию, первопоселенцы вышли из соседнего села Нарышкино, где была контора управляющего имением, отсюда название Соседка (деревня-соседка). Перед отменой крепостного права д. Соседка показана за Эммануилом Дмитриевичем Нарышкиным, 190 ревизских души крестьян, 95 тягол (барщина), у крестьян 46 дворов на 70 десятинах усадебной земли (в том числе под конопляниками 28 дес.), 570 дес. пашни, 96 дес. сенокоса, выгон общий, у помещика 834 дес. удобной земли, в том числе леса и кустарника 47 дес., сверх того 30 дес. неудобной земли (Приложение к Трудам, т.3, Морш. у., №54).
В 1874 году открылось движение по железной дороге. В 1887 году дворянин Павел Иванович Марков (один из подрядчиков строительства Моршанско-Сызранской ж.д.) имел здесь 782 десятины пашни, 137 десятин сенокоса; скотный двор, 12 постоянных работников, 53 рабочих лошади, 28 коров, 41 телка, 40 бычков, 136 овец, 43 свиньи. У крестьян (541 чел.) было в 1881 году пашни по 3 десятины на ревизскую душу, 172 рабочих лошади (8 дворов безлошадные), 88 коров, 390 овец, 84 свиньи, 5 пчеловодов (45 колод). В 1881 у крестьян на 86 дворов имелось 582 десятины надельной земли, 156 дес. брали в аренду, насчитывалось 172 рабочих лошади, 88 коров, 390 овец, 84 свиньи, в пяти дворах занимались пчеловодством (45 ульев), садов не было. В 1897 при деревне Соседке показана усадьба П.И Марковой (32 жителя), а близ станции Соседка – дом Г.Н. Шестакова (9 жителей). В 1881 году в селе был трактир, в 1888 – церковно-приходская, в 1913 – земская школа. В 1913 в деревне показана экономия Павлины Ивановны Марковой, церковно-приходская школа.
В 1928–1959 годах – районный центр Соседского района Центрально-Чернозёмной области, с 1939 года - в составе Пензенской области. 
В 1934 году – центральная усадьба колхоза «Красный Колос». В 1936 году открылась неполная средняя школа. В 1955 – колхоз имени Кирова. В 1993 году на базе совхоза «Соседский» возникло сельскохозяйственное товарищество (355 работников), специализация – производство сахарной свеклы, зерна и доращивание крупного рогатого скота. В том же году в селе проживало 35 служащих железной дороги. Имелась больница на 40 коек, средняя школа (205 учащихся), дом культуры, библиотека, комбинат бытового обслуживания, почта, кафе. В 1937 году в районе станции Соседка произошло крушение пассажирского поезда с человеческими жертвами.

## Население
| 1862  | 1883  | 1897  | 1913  | 1926  | 1934  | 1939  |
| ----- | ----- | ----- | ----- | ----- | ----- | ----- |
| 387   | ↗518  | ↗551  | ↗730  | ↗806  | ↘767  | ↘549  |
| 1959  | 1970  | 1979  | 1989  | 1998  | 2002  | 2010  |
| ↗2439 | ↘2107 | ↘1898 | ↘1621 | ↗1635 | ↘1439 | ↘1379 |

Динамика численности населения села:
| Год             | 1862 | 1897 | 1926 | 1939 | 1959  | 1970  | 1979  | 1989  | 2004  |
| --------------- | ---- | ---- | ---- | ---- | ----- | ----- | ----- | ----- | ----- |
| Население, чел. | 387  | 551  | 806  | 549  | 2 439 | 2 107 | 1 898 | 1 621 | 1 445 |